# Октябрьский сельсовет (Крупский район)
Октябрьский сельсовет — административная единица на территории Крупского района Минской области Республики Беларусь. Административный центр — деревня Прошика. С 1 июля 2013 года присоединён Обчугский сельсовет.

## География
Сельсовет граничит с Холопеничским, Бобрским и Крупским сельсоветами.

## Состав
Октябрьский сельсовет включает 46 населённых пунктов:
- Бобрик — деревня
- Великий Каменец — деревня
- Высокое — деревня
- Гузовино — деревня
- Докучино — деревня
- Дубровка — деревня
- Дубы — деревня
- Журавы — деревня
- Заборочье — деревня
- Заборье — деревня
- Запутки — деревня
- Киевец — деревня
- Кирово — посёлок
- Клубыничи — деревня
- Колодница — деревня
- Косеничи — деревня
- Красновинка — деревня
- Кутовец — деревня
- Логи — деревня
- Ломское — деревня
- Лутище — деревня
- Лютые — деревня
- Малиновка — деревня
- Малые Хольневичи — деревня
- Обчуга — деревня
- Октябрь — деревня
- Осечено — деревня
- Островки — деревня
- Прошика — деревня
- Прудины — деревня
- Слобода — деревня
- Смородинка — деревня
- Сторожище — деревня
- Топорище — деревня
- Хаританцы — деревня
- Хватынка — деревня
- Худово — деревня
- Череёвка — деревня
- Шарнево — посёлок
- Шарпиловка — деревня
- Шкорневка — деревня
- Язбы — деревня
- Язбы — посёлок

Упразднённые населённые пункты:
- Большой Каменец — деревня